# PLCG1
La fosfoinosítido fosfolipasa C gamma 1 (PLCG1) (EC 3.1.4.11) es una isozima humana de la enzima fosfoinosítido fosfolipasa C. Cataliza la reacción:
1-fosfatidil-1D-mio-inositol 4,5-bisfosfato + H2O {\displaystyle \rightleftharpoons } 1D-mio-inositol-1,4,5-trisfosfato + diacilglicerol
Tiene como función la producción de las moléculas mensajeras diacilglicerol e inositol 1,4,5-trifosfato. Juega un papel importante en la regulación de las cascadas intracelulares de señalización. Se activa en respuesta a la activación mediada por ligando de las tirosina quinasas tipo receptor, como por ejemplo los receptores del factor de crecimiento de los fibroblastos. Juega un papel en la reorganización de la actina y en la migración celular.
Utiliza como cofactor calcio. Es activada por fosforilación en residuos tirosina. Contiene un dominio C2, un dominio manos EF, dos dominios PH, un dominio PI-PLC X-box, un dominio PI-PLC Y-box, dos dominios SH2 y un dominio SH3.
Interactúa con el dominio rico en prolina de TNK1 y con AGAP2 a través del dominio SH3. Interactúa con RET, FGFR1, FGFR2, FGFR3 y FGFR4 a través del dominio SH2. Interactúa con LAT en el momento de la activación de TCR. Se asocia con BLNK, VAV1, GRB2 y NCK1 de una forma similar a la unión antígeno-receptor en las células B. Interactúa con CBLB en las células T, que inhibe la fosforilación. Interactúa con SHB. Interactúa via dominio SH3 con los dominios ricos en Arg/Gly y Pro de KHDRBS1. Esta interacción es regulada selectivamente por la metilación de arginina de KHDRBS1. Interactúa con INPP5D, THEMIS y CLNK. Interactúa con AXL y KIT. Interactúa con RALGPS1. Interactúa via dominio SH3 con la proteína HEV ORF3. Interactúa via dominio SH2 con VIL1.